# Igreja Matriz de Santo Antônio (Paratinga)
A Igreja Matriz de Santo Antônio é um templo católico localizado no município brasileiro de Paratinga, no interior do estado da Bahia. É a sede da paróquia de Santo Antônio, que faz parte da Diocese de Bom Jesus da Lapa.
O templo foi erguido nos primeiros anos do século XVIII. Matriz da freguesia de Santo Antônio do Urubu de Cima, foi primeiramente construída em uma região próxima ao Rio São Francisco. Por conta de uma inundação ocorrida na época, foi mudada para seu local atual.

## Reformas
Desde a sua construção, este templo católico já passou por várias reformas em sua estrutura.
Em 2016, ocorreu um incêndio no templo, que destruiu grande parte de sua estrutura. Por isso, a prefeitura, juntamente com o bispo da Diocese de Bom Jesus da Lapa, solicitou ao Instituto do Patrimônio Histórico e Artístico Nacional ajuda na elaboração de um projeto de restauração.
Embora tenha mais de trezentos anos de existência, o templo ainda não foi tombado como patrimônio histórico.